# Bombardeigs de la Garriga
Els bombardeigs de la Garriga van ser uns fets criminals sobre població civil que es van produir els dies 28 i 29 de gener del 1939, a la Garriga (Vallès Oriental). La població va ser bombardejada per avions italians de l'exèrcit franquista, que hi causaren diversos morts, poc abans que les tropes franquistes entressin a la vila l'1 de febrer, a la fi de la Guerra civil espanyola.

## Els antecedents
El dia 26 de gener del 1939, el Cos d'Exèrcit de Navarra, el dels marroquins i la Divisió Littorio italiana, ocupaven Barcelona. El dia 28 de gener, els franquistes entraven a Granollers i retenien una mica el seu avanç, estenent-se només pel pla de Llerona, però no ocupant encara la Garriga fins uns dies després.
La Garriga, estratègicament situada a la porta d'entrada natural de la comarca d'Osona i que tanca al nord la plana del Vallès, no va disposar en tota la guerra de cap concentració rellevant de tropes ni de cap indústria de guerra. En el moment dels bombardeigs, la població, exhausta, esperava desesperadament la fi del conflicte. Uns dies abans, les tropes de Líster havien passat, en retirada, per la població, però en cap cas això havia comportat una concentració de tropes ni s'havia plantejat cap mena d'acció de resistència a l'avanç franquista.
La població havia passat, durant els anys de guerra i malgrat els nombrosos morts a la rereguarda republicana o al front, d'una població de 3.048 habitants de dret el 30 d'abril del 1936, a una població no declarada, però estimada entre 8.000 i 10.000 persones a finals del 1938. En bona part l'increment corresponia a persones de pas fugides dels bombardeigs de Barcelona i Granollers, a ferits en convalescència o a nens refugiats d'altres contrades d'Espanya (sobretot Madrid i Euskadi).

## Els fets
La nit del dia 28 de gener, la Garriga rebia la primera onada de bombes, procedents de 10 avions Savoia-Marchetti italians. Encara en commoció, l'endemà al matí un altre bombardeig castigava la indefensa població. Les bombes incidiren especialment a l'encreuament de la carretera general de Barcelona a Vic amb la carretera que va a l'Ametlla del Vallès i a l'estació de tren, que quedà completament derruïda.
Almenys una bomba caigué en ple centre de la població, a l'encreuament dels carrers Figueral i Banys i causà greus danys. Diverses cases quedaren enrunades. El balanç tràgic fou un total de 13 persones mortes, 7 d'elles menors d'edat (inclosos dos germans de 6 i 2 anys). De les 13 víctimes, 8 eren garriguencs i 5 eren persones de pas o refugiades.
El dia 1 de febrer, els soldats de Franco entraven a la Garriga.